# المعز محجوب
المعز محجوب (انگلیسی: El Muez Mahgoub؛ زادهٔ ۱۴ اوت ۱۹۷۸) بازیکن فوتبال اهل سودان بود.
از باشگاه‌هایی که در آن بازی کرده‌است می‌توان به باشگاه فوتبال المریخ، باشگاه فوتبال المورده، و باشگاه فوتبال الهلال ام درمان اشاره کرد.
وی همچنین در تیم‌های ملی فوتبال زیر ۲۳ سال سودان و سودان بازی کرده‌است.